# José Alejandro Scolaro
José Alejandro Scolaro (* 9. Januar 1946 in Mendoza, Argentinien) ist ein argentinischer Herpetologe und Ornithologe.

## Leben
Scolaro machte 1969 seinen Abschluss zum Agraringenieur an der Fakultät für Agrarwissenschaften der Universidad Nacional de Cuyo in Mendoza und 1983 den Master-Abschluss in Biowissenschaften an der University of Bradford im Vereinigten Königreich. 1984 promovierte er mit der Dissertation Biología y selección del hábitat de reproducción de Spheniscus magellanicus en Patagonia (Argentina) unter der Leitung von Luis Arias de Reyna an der Universität Córdoba in Spanien. 
1972 wurde Scolaro wissenschaftlicher Mitarbeiter beim Centro Nacional Patagónico (CENPAT) in Puerto Madryn, wo er von 1989 bis 1992 als Direktor fungierte. 1979 wurde er in die Forschungsförderung des Consejo Nacional de Investigaciones Científicas y Técnicas (CONICET, Nationaler Rat für wissenschaftliche und technologische Forschung) aufgenommen.
40 Jahre lang beteiligte sich Scolaro an Forschungsarbeiten zu Meeresvögeln und leitete Studien zur Morphologie, Fortpflanzungsbiologie, Ernährungsökologie und Populationsdynamik des Magellan-Pinguins in Patagonien. Parallel dazu widmete er sich der Taxonomie, Phylogenie und Evolution, Ökologie und Biogeographie der patagonischen Reptilien. Insbesondere innerhalb der Familie Liolaemidae erstbeschrieb er zahlreiche neue Arten.
Scolaro unterrichtete über 50 Jahre an der Universidad Nacional de la Patagonia San Juan Bosco und leitete Forschungsprojekte in den Bereichen thermische Ökologie und Auswirkungen des Klimawandels, trophische Ökologie und Ernährung sowie Reproduktionsbiologie einiger herbivorer Reptilienarten und deren Beziehung zu den Vegetationsgemeinschaften in der patagonischen Steppe und den Hochebenen außerhalb der Anden. 
Er ist darüber hinaus als Berater bei ökologischen Studien tätig und ist professioneller Dienstleister in den Bereichen Grundlagen- und Umweltverträglichkeitsstudien, wissenschaftliche Verbreitung sowie Personalschulung.

## Erstbeschreibungen von José Alejandro Scolaro
- Diplolaemus sexcinctus Cei, Scolaro & Videla, 2003
- Liolaemus baguali Cei & Scolaro, 1983
- Liolaemus carlosgarini Esquerré, Núñez & Scolaro, 2013
- Liolaemus chacabucoense Núñez & Scolaro, 2009
- Liolaemus cuyanus Cei & Scolaro, 1980
- Liolaemus escarchadosi Scolaro, 1997
- Liolaemus gallardoi Cei & Scolaro, 1982
- Liolaemus hermannunezi Pincheira-Donoso, Scolaro & Schulte, 2007
- Liolaemus riodamas Esquerré, Núñez & Scolaro, 2013
- Liolaemus somuncurae Cei & Scolaro, 1981
- Liolaemus tari Scolaro & Cei, 1997
- Liolaemus telsen Cei & Scolaro, 1999
- Liolaemus tregenzai Pincheira-Donoso & Scolaro, 2007
- Liolaemus tristis Scolaro & Cei, 1997
- Liolaemus uptoni Scolaro & Cei, 2006
- Liolaemus xanthoviridis Cei & Scolaro, 1980
- Liolaemus zullyae Cei & Scolaro, 1996
- Phymaturus calcogaster Scolaro & Cei, 2003
- Phymaturus camilae Scolaro, Jara & Pincheira-Donoso, 2013
- Phymaturus castillensis Scolaro & Pincheira-Donoso, 2010
- Phymaturus ceii Scolaro & Ibargüengoytía, 2007
- Phymaturus curivilcun Scolaro, Corbalán, Tappari & Streitenberger, 2016
- Phymaturus desuetus Scolaro & Tappari, 2009
- Phymaturus katenke Scolaro, Corvalán, Obregón Streitenberger & Tappari, 2021
- Phymaturus manuelae Scolaro & Ibargüengoytía, 2008
- Phymaturus sinervoi Scolaro, De La Cruz & Ibargüengoytía, 2012
- Phymaturus videlai Scolaro & Pincheira-Donoso, 2010
- Pristidactylus nigroiugulus Cei, Scolaro & Videla, 2001
- Tropidurus guarani Alvarez, Cei & Scolaro, 1994

## Dedikationsnamen
2005 benannten Herman Núñez und Daniel Pincheira-Donoso die Art Liolaemus scolaroi zu Ehren von Scolaro.